# Real-time Transport Protocol

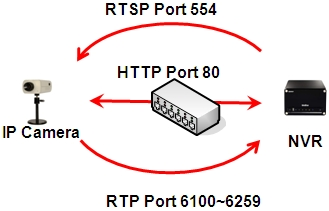
Real-Time Transport Protocol (RTP) joue le rôle d'un transport par excellence des médias pour les services de la voix sur IP.

Pour les articles homonymes, voir RTP.
Real-Time Transport Protocol (RTP) est un protocole de communication informatique permettant le transport de données soumises à des contraintes de temps réel, tels que des flux média audio ou vidéo.

## Utilisation
RTP est à l'heure actuelle principalement utilisé comme transport de média pour les services de la voix sur IP ou de vidéo conférence, voire de streaming. En mode unidirectionnel, il est toujours associé avec un autre protocole de signalisation qui gère l'établissement de session et permet l'échange du numéro de port utilisé par les deux extrémités. On peut citer :
- le protocole SIP pour les services de VoIP et de visioconférences ;
- le protocole H.323 pour les mêmes services (ancienne génération) ;
- le protocole RTSP pour le streaming bien que ce dernier possède un mode d'encapsulation TCP.

Le protocole ajoute un en-tête spécifique aux paquets UDP pour
- spécifier le type et le format (codec) du média transporté ;
- numéroter les paquets afin de pouvoir gérer les pertes et les dé-séquencements ;
- fournir une indication d'horloge pour gérer la gigue.

RTP sera utilisé avantageusement sur un réseau temps réel (par exemple un réseau ATM à bande passante garantie, un canal optique, une radiodiffusion ou un canal satellite).
RTP est unidirectionnel mais peut être utilisé en mode diffusion (multicast) via satellite. Il est alors extrêmement économique en termes de ressources réseau pour servir un grand nombre de récepteurs, ce qui permet d'augmenter considérablement le débit utile et la qualité de codage du contenu.

## Caractéristiques techniques

### Canal de retour
Bien qu'unidirectionnel, RTP peut toutefois être utilisé conjointement avec un canal de retour (feedback) sur la qualité de service (QoS) via RTCP (Real-Time Transport Control Protocol), négocié indépendamment (voir RTSP). Ce feedback peut par exemple informer l'émetteur sur les propriétés temps-réel du canal, l'état du tampon du récepteur, ainsi que demander des changements de compression/débit pour les applications multimédia par exemple (dans ce cas, les données manquantes pourront être transmises via Unicast).
Pour la diffusion en masse cependant (flux en direct, radiodiffusé), cette voie de retour n'est généralement pas utilisée, mais le contenu est transmis plusieurs fois en parallèle avec un décalage temporel suffisant pour pallier les interruptions temporaires de qualité de réception, mais n'excèdent pas les limites des tampons des récepteurs (normalement pas plus d'une quinzaine de secondes d'écart). Le récepteur peut alors reconstituer et réordonner la séquence complète afin d'obtenir un flux continu sans perte.

### Mode multicast
La mise en œuvre de RTP en mode multicast requiert la configuration préalable de routage au niveau du récepteur, qui doit faire lui-même la demande de routage à ses routeurs hôtes, entre l'émetteur et le récepteur. L'émetteur quant à lui informe séparément les routeurs de diffusion auxquels il est directement connecté.
Pour les contenus protégés à valeur ajoutée, l'absence de voie de retour implique l'utilisation de clé de déchiffrement du contenu, que le récepteur doit négocier séparément avec l'émetteur (chacun peut recevoir facilement le contenu chiffré simplement en se connectant au routeur de diffusion). Mais RTP lui-même ne s'occupe pas du chiffrement et transporte le contenu de façon transparente.